# Hogna maheana
Hogna maheana là một loài nhện trong họ Lycosidae.
Loài này thuộc chi Hogna. Hogna maheana được Carl Friedrich Roewer miêu tả năm 1959.